# District d'Aira
 (novembre 2023).
Si vous disposez d'ouvrages ou d'articles de référence ou si vous connaissez des sites web de qualité traitant du thème abordé ici, merci de compléter l'article en donnant les références utiles à sa vérifiabilité et en les liant à la section « Notes et références ».
Le district d'Aira (姶良郡, Aira-gun) est un district de la préfecture de Kagoshima au Japon.
Au 1er novembre 2014, sa population était de 10 715 habitants pour une superficie de 144,33 km2.

## Commune du district
- Yūsui